# Coral (isländsk musikgrupp)
Coral är en isländsk rockgrupp från Reykjavik. Gruppen bildades i januari år 2000.

## Bandmedlemmar
- Gunnar Jónsson - gitarr, sång
- Steinar Guðjónsson - gitarr
- Andrés A. Hlynsson - bas
- Þorvaldur Kári Ingveldarson - trummor

## Diskografi
Album
- 2007 - The Perpetual Motion Picture
- 2011 - Leopard Songs

EP
- 2002 - Utan titel (också känd som The Yellow Album)